# 各務原市立陵南小学校
各務原市立陵南小学校（かかみがはらしりつ りょうなんしょうがっこう）は、岐阜県各務原市鵜沼大伊木町にある公立小学校。

## 概要
- 通学区域（自治会名による）は、大伊木東、大伊木西、大牧団地、朝日1丁目、朝日2丁目北、朝日2丁目南、朝日3丁目、朝日4丁目西、朝日4丁目東、朝日5丁目西、朝日5丁目東、朝日5丁目南であり[1]、公立中学校の場合の進学先は各務原市立中央中学校である[2]。
- 敷地内に大牧1号古墳がある。大牧1号古墳に隣接して、大牧2号墳、大牧3号墳もあり、陵南小学校の敷地造成時に発掘調査が行われている。調査結果から状態の良い1号墳を残し、2号墳と3号墳は取り壊されている。

## 沿革
- 1984年（昭和59年） - 各務原市立鵜沼第二小学校より独立分離。

## 学校周辺
- 大牧1号古墳
- 大牧4号古墳（ふな塚古墳）